# Avenas
Avenas est une ancienne commune française située dans le département du Rhône, en région Auvergne-Rhône-Alpes. Le 1er janvier 2019, elle devient une commune déléguée de Deux-Grosnes.

## Géographie

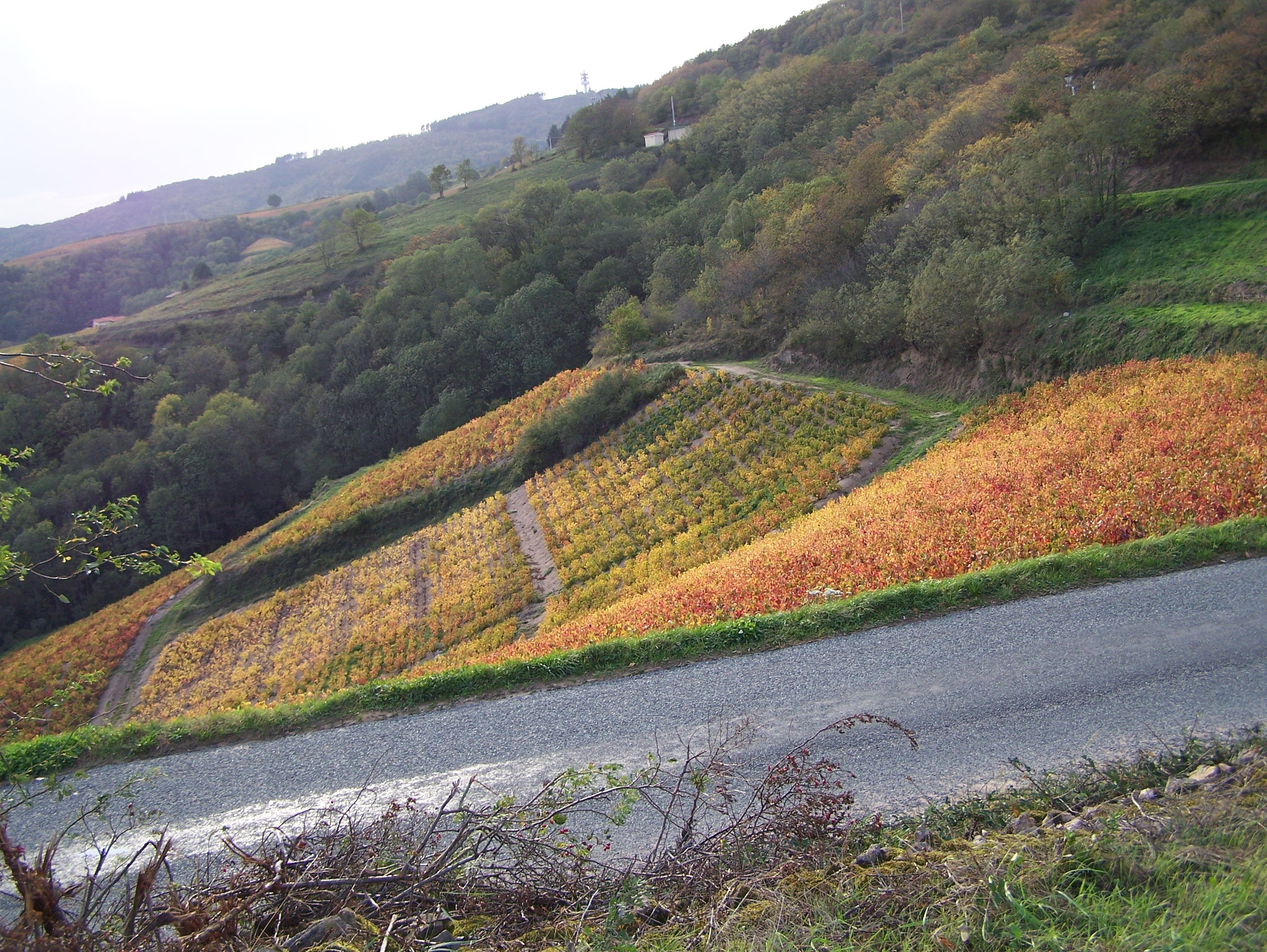
Vignes en automne au-dessus d'Avenas.

Avenas est située au nord de Beaujeu.

## Histoire
Selon la tradition, son église fut construite par Louis le Débonnaire en souvenir de la défaite du traître Ganelon par Charlemagne qui aurait eu lieu près du village. L’église Notre-Dame d’Avenas dépendait jadis du diocèse de Mâcon. Dans cette petite église romane du XIIe siècle, un très bel autel sculpté et classé a fait l’objet de plusieurs études critiques. Sur la partie principale, l'autel présente un bas relief avec au centre le Christ, entouré de part et d'autre des 12 apôtres représentés trois par trois sur deux lignes.

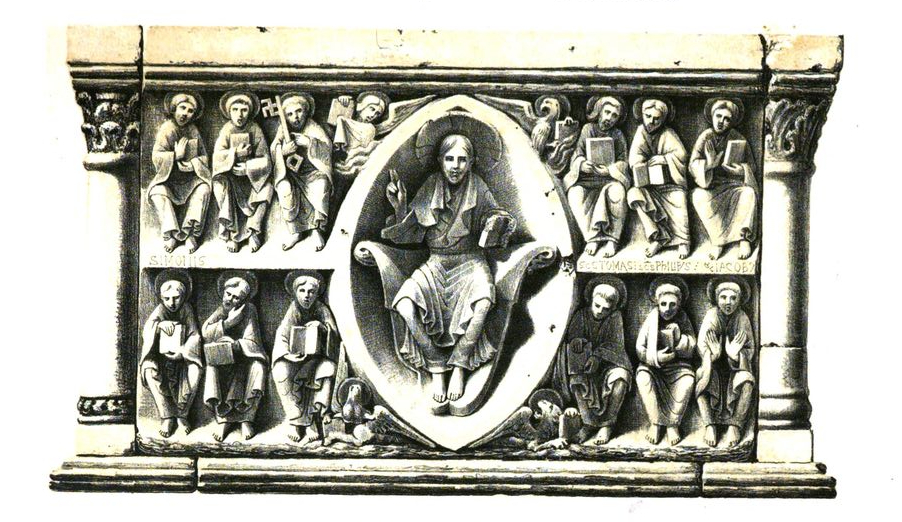
Autel d'Avenas, face principale.
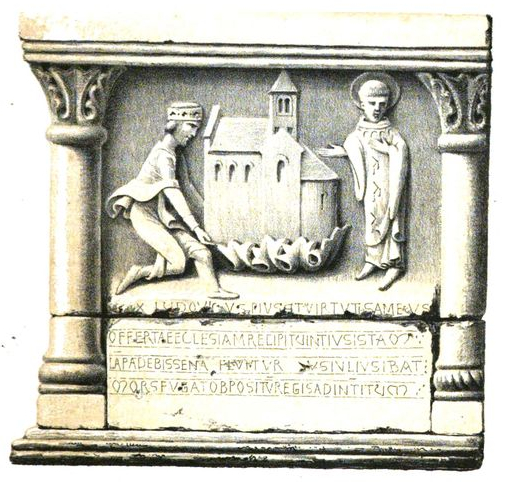
Autel d'Avenas, côté de l'épître.
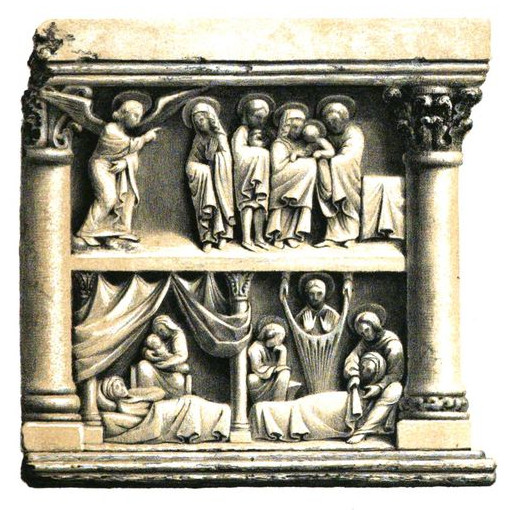
Autel d'Avenas, côté de l'évangile.

Par arrêté préfectoral du 29 octobre 2018, la commune disparaît le 1er janvier 2019 au profit de Deux-Grosnes qui regroupe aussi les communes de Monsols, Ouroux, Saint-Christophe, Saint-Jacques-des-Arrêts, Saint-Mamert et Trades.

## Politique et administration

### Administration territoriale
La commune appartient au canton de Beaujeu, avant de rejoindre celui de Belleville en 2015.

### Administration municipale
| Période                                  | Période  | Identité            | Étiquette | Qualité |
| ---------------------------------------- | -------- | ------------------- | --------- | ------- |
| mars 2001                                | 2014     | Ferdinand Sangouard | DVD       |         |
| 2014                                     | en cours | Daniel Callot       |           |         |
| Les données manquantes sont à compléter. |          |                     |           |         |

### Intercommunalité
La commune fait partie de la communauté de communes Saône Beaujolais.

## Population et société

### Démographie
L'évolution du nombre d'habitants est connue à travers les recensements de la population effectués dans la commune depuis 1793. Pour les communes de moins de 10 000 habitants, une enquête de recensement portant sur toute la population est réalisée tous les cinq ans, les populations de référence des années intermédiaires étant quant à elles estimées par interpolation ou extrapolation. Pour la commune, le premier recensement exhaustif entrant dans le cadre du nouveau dispositif a été réalisé en 2006.

En 2016, la commune comptait 120 habitants, en évolution de −8,4 % par rapport à 2010 (Rhône : +3,93 %, France hors Mayotte : +2,11 %).
| 1793 | 1800 | 1806 | 1821 | 1831 | 1836 | 1841 | 1846 | 1851 |
| ---- | ---- | ---- | ---- | ---- | ---- | ---- | ---- | ---- |
| 340  | 264  | 336  | 342  | 320  | 287  | 298  | 309  | 333  |

| 1856 | 1861 | 1866 | 1872 | 1876 | 1881 | 1886 | 1891 | 1896 |
| ---- | ---- | ---- | ---- | ---- | ---- | ---- | ---- | ---- |
| 321  | 312  | 290  | 272  | 286  | 293  | 317  | 291  | 258  |

| 1901 | 1906 | 1911 | 1921 | 1926 | 1931 | 1936 | 1946 | 1954 |
| ---- | ---- | ---- | ---- | ---- | ---- | ---- | ---- | ---- |
| 223  | 231  | 228  | 195  | 187  | 190  | 163  | 134  | 120  |

| 1962 | 1968 | 1975 | 1982 | 1990 | 1999 | 2006 | 2011 | 2016 |
| ---- | ---- | ---- | ---- | ---- | ---- | ---- | ---- | ---- |
| 91   | 99   | 94   | 83   | 105  | 106  | 126  | 130  | 120  |

### Enseignement
École élémentaire publique au 15 place de la mairie.

## Culture locale et patrimoine

### Lieux et monuments
- L'église Notre-Dame-d’Avenas est construite par des moines cisterciens au XIIe siècle. Elle est connue pour son autel de calcaire, inspiré d'une pièce d'orfèvrerie italienne datant de 835[10], et ses vitraux.

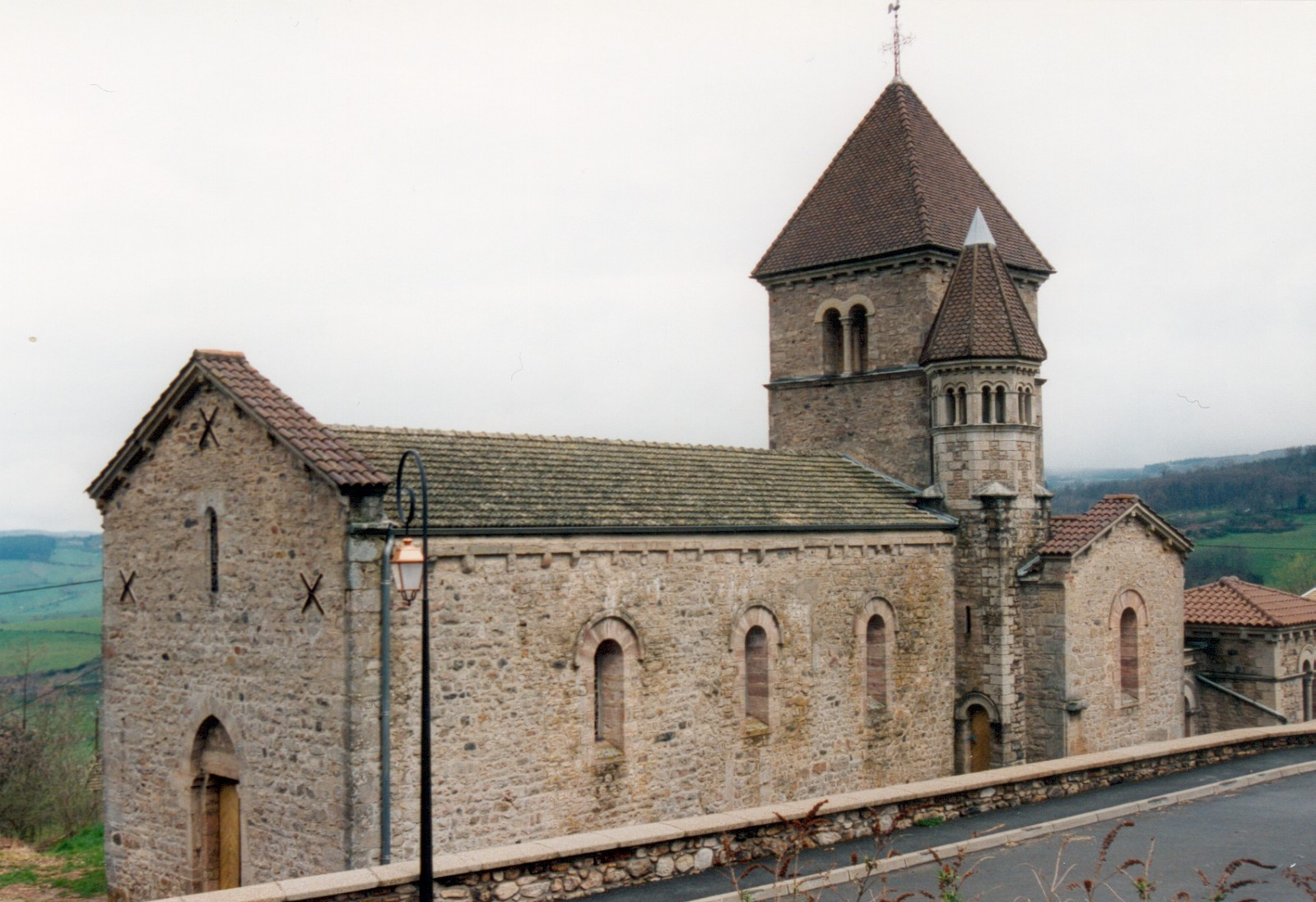
Notre-Dame-d’Avenas, par le côté droit.
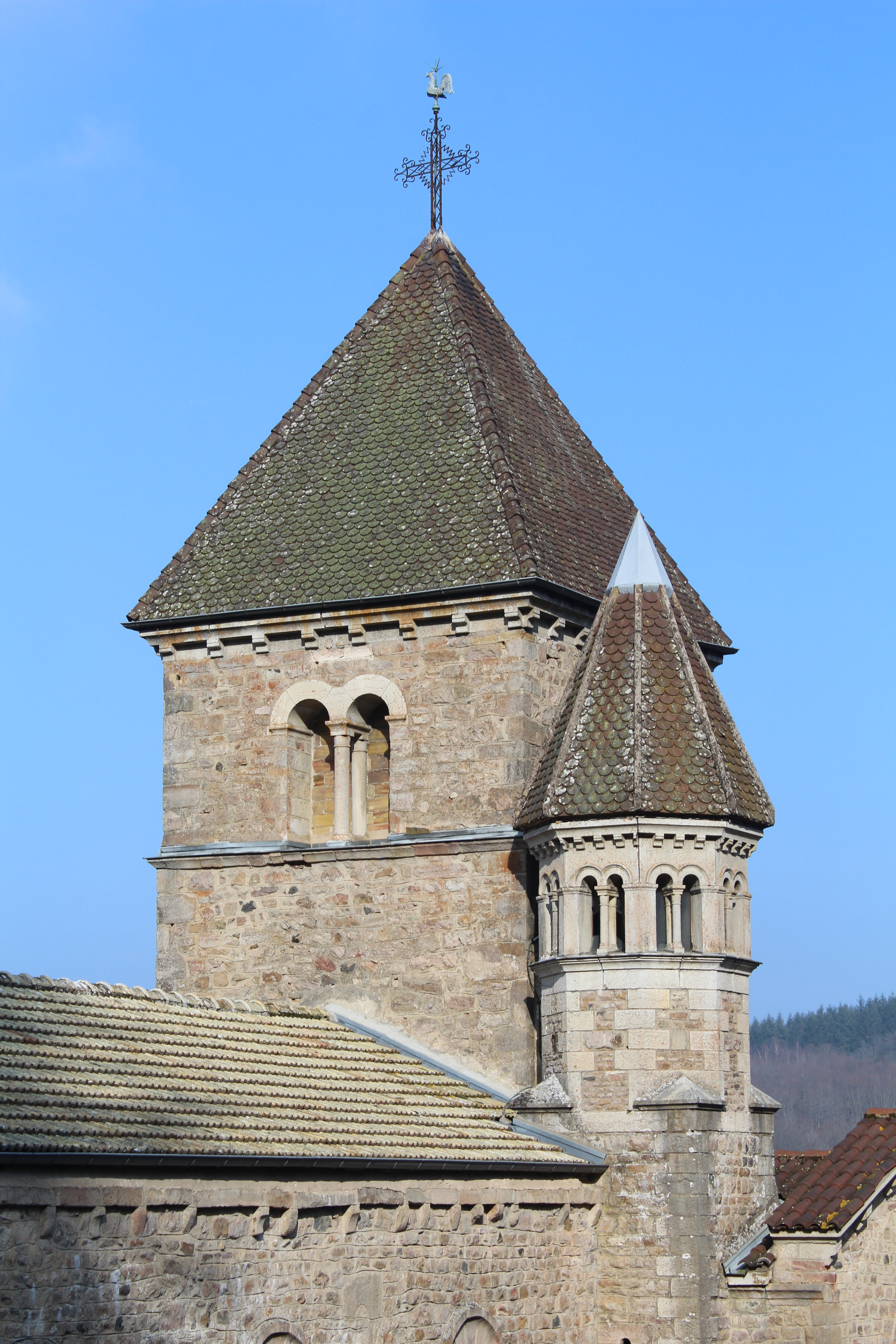
Clocher.
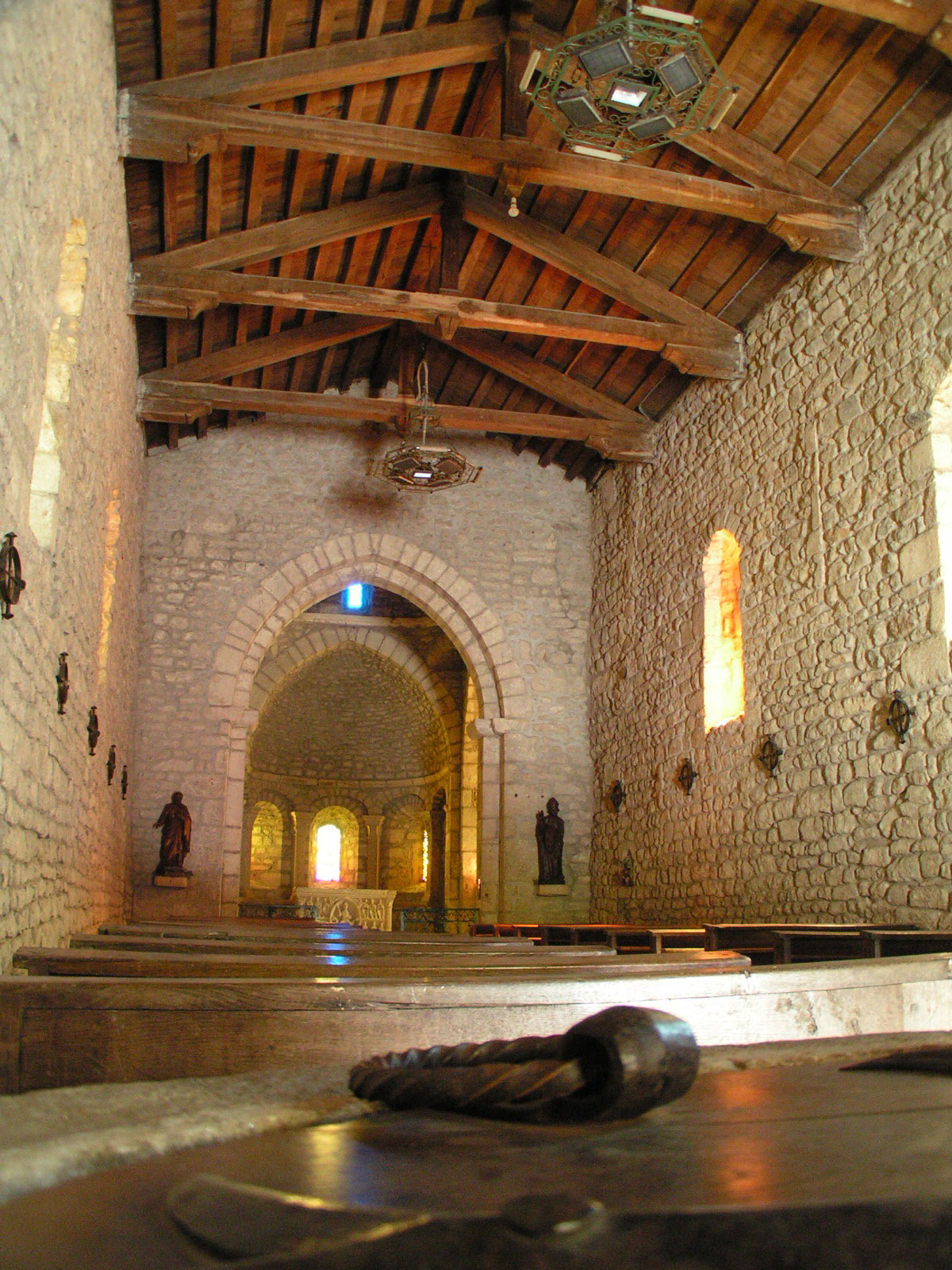
Intérieur.
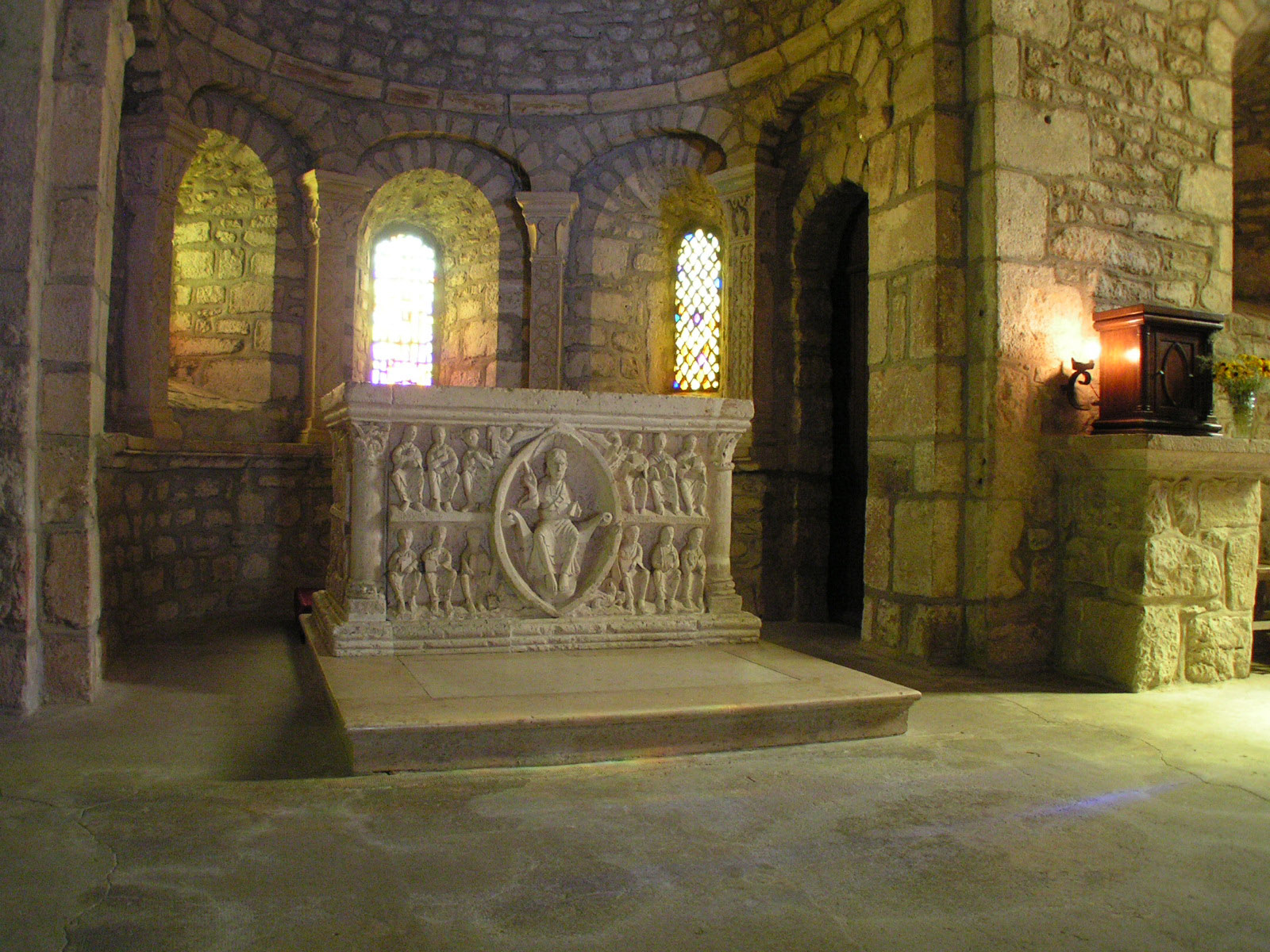
Autel en calcaire blanc sculpté du XIIe siècle.
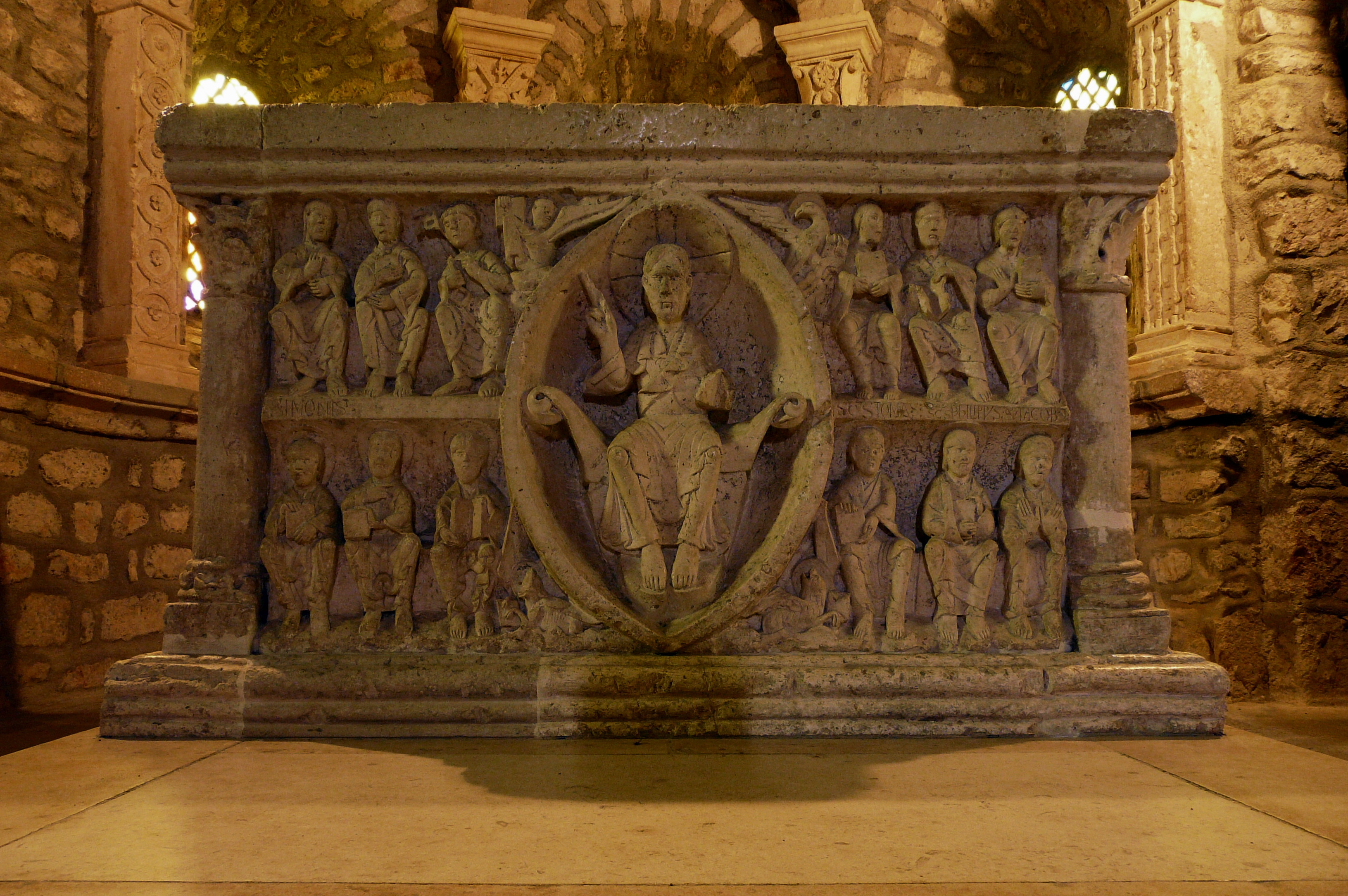
Détail de l'autel.
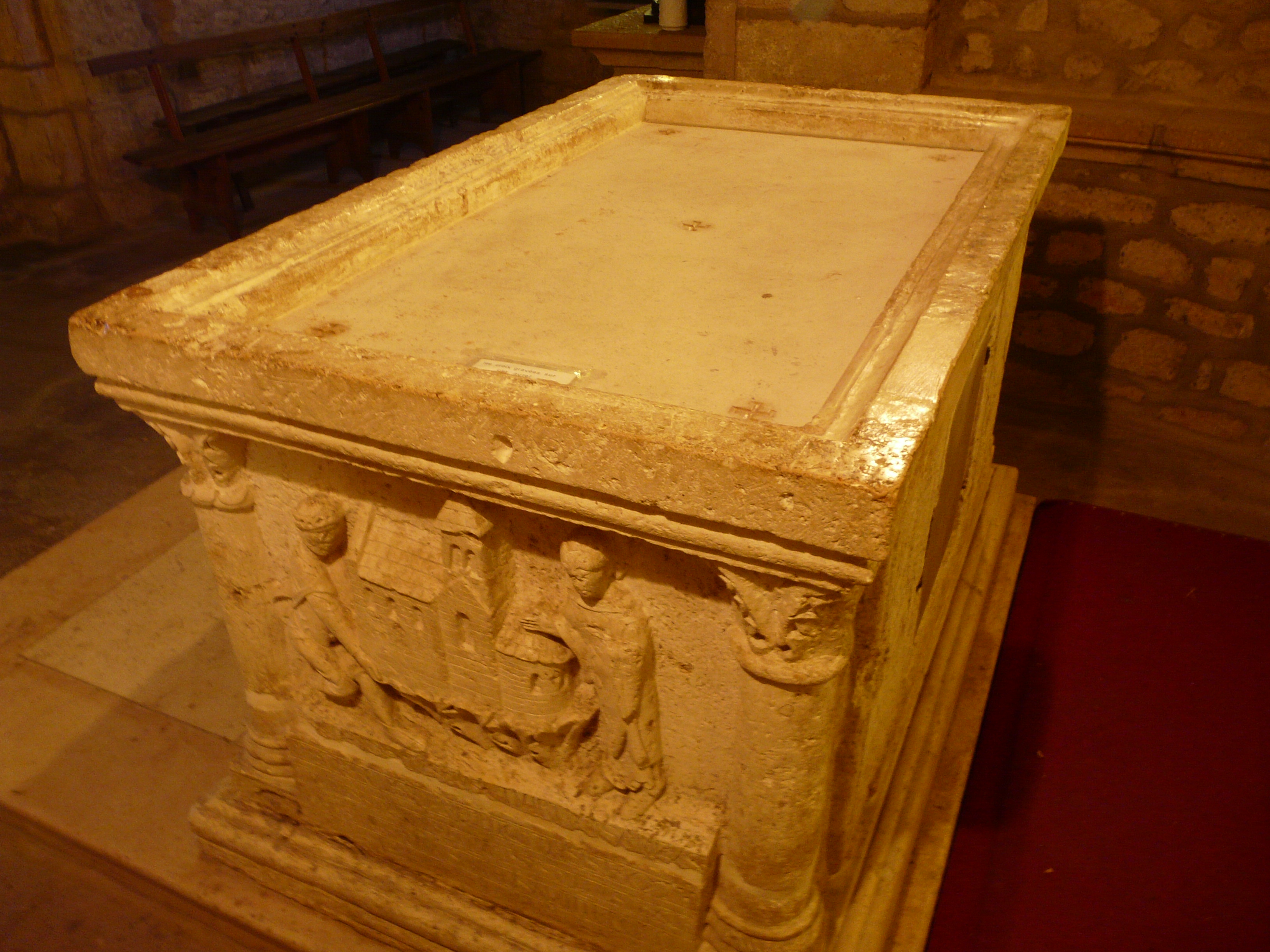
Détail de l'autel, une croix en forme de svastika (visible dans le coin gauche du dessus), symboles datant de la consécration de l'église au XIIIe siècle.